# John A. Buchanan

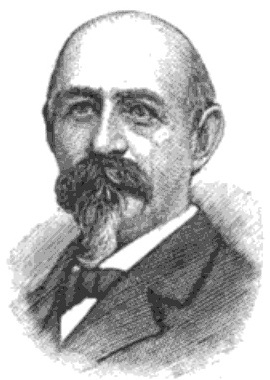
John A. Buchanan

John Alexander Buchanan (* 7. Oktober 1843 bei Groseclose, Smyth County, Virginia; † 2. September 1921 bei Emory, Virginia) war ein US-amerikanischer Jurist und Politiker. Zwischen 1889 und 1893 vertrat er den Bundesstaat Virginia im US-Repräsentantenhaus.

## Werdegang
John Buchanan besuchte die öffentlichen Schulen seiner Heimat. Während des Bürgerkrieges diente er im Heer der Konföderation. Während der Schlacht von Gettysburg geriet er Anfang Juli 1863 in Gefangenschaft, in der er bis zum Februar 1865 verblieb. Nach dem Krieg setzte Buchanan seine Ausbildung am Emory and Henry College fort. Nach einem Jurastudium an der University of Virginia in Charlottesville und seiner 1872 erfolgten Zulassung als Rechtsanwalt begann er in Abingdon in diesem Beruf zu arbeiten. Gleichzeitig schlug er als Mitglied der Demokratischen Partei eine politische Laufbahn ein. Zwischen 1885 und 1887 saß er im Abgeordnetenhaus von Virginia.
Bei den Kongresswahlen des Jahres 1888 wurde Buchanan im neunten Wahlbezirk von Virginia in das US-Repräsentantenhaus in Washington, D.C. gewählt, wo er am 4. März 1889 die Nachfolge von Henry Bowen antrat. Nach einer Wiederwahl konnte er bis zum 3. März 1893 zwei Legislaturperioden im Kongress absolvieren. Im Jahr 1892 verzichtete er auf eine weitere Kandidatur. Nach dem Ende seiner Zeit im US-Repräsentantenhaus praktizierte Buchanan wieder als Anwalt. Zwischen 1895 und 1915 war er Richter am Supreme Court of Appeals von Virginia. Danach betätigte er sich noch in der Landwirtschaft. Er starb am 2. September 1921 nahe Emory.